# Freddy Rendón Herrera
Freddy Rendón Herrera (Amalfi, 1974) conocido como alias 'El alemán', es un exparamilitar colombiano, que fue miembro de las Autodefensas Unidas de Colombia. Comandante del Bloque Elmer Cárdenas de las AUC hasta su desmovilización en 2006.
En el 2012 la corte suprema de justicia le dio una sentencia de 8 años de prisión 

## Biografía
Nacido en el municipio de Amalfi (Antioquia), llega a la región de Urabá como ayudante de un camión cervecero. 
Es hermano de Daniel Rendón, quien también militó en las AUC bajo el alias de 'Don Mario'.

### Militancia en las AUC
Se unió en 1996 a las Autodefensas Unidas de Colombia (AUC) en un bloque conocido como 'Los 70', el cual fue posteriormente denominado como Bloque Elmer Cárdenas (BEC). 
En 1998 llegó a ser Comandante paramilitar del BEC, el cual tuvo presencia en los departamentos de Antioquia, Córdoba y Chocó en los municipios que hacen parte de la región conocida como Urabá. 
Durante su militancia en las AUC fue conocido como 'El Alemán', apoderándose del negocio de la explotación de madera, y de proyectos agroindustriales como los cultivos de palma africana. En 2001 fue enviado por Carlos Castaño a liderar grupos paramilitares en Boyacá, financiados por esmeralderos como Víctor Carranza. También tuvo vínculos con la Fuerza Pública (como en la Operación Génesis en 2002) y la 'Parapolítica'. Se acogió al proceso de desmovilización de las AUC entre 2004-2006. Estuvo recluido y actualmente está en libertad condicional desde 2015.En 2012 entrego la ubicación de 180 fosas comunes. En 2017 pidió perdón por el reclutamiento de menores.como medida de reparación simbólica ordenada por el Tribunal de Justicia y Paz de Bogotá. 

## Delitos y condenas
Responsable por más de 1.041 crímenes. Entre los cuales se encuentran masacres, reclutamiento de 309 menores de edad, homicidio, concierto para delinquir.